# Grøngrøft
Grøngrøft  er en herregård i Felsted Sogn, tidligere Lundtoft Herred, Aabenraa Amt. Gården er beliggende på Grøngrøftvej 16 nær Gråsten i Aabenraa Kommune.
Gården er muligvis dannet af en nu forsvundet landsby, Vaarbjerg, der under Christian 3. med sine otte gårde nævnes helt tilbage fra 1543.

## Bygningerne
Den nuværende hovedbygning er fra 1883, og altså opført, da Sønderjylland var preussisk, og omkranset af voldgrav, der stammer fra 1700-tallet og indgik i et haveanlæg. Arealet er 3,2 hektar; til slottet har der sammen med Søgård hørt 1800 hektar.

## Ejerrække
Grøngrøft var i 1600-tallet under storkansler og greve Frederik Ahlefeldt en del af godsfællesskabet i Slesvig, der bestod af Søgård, Årup og Grøngrøft. Da Søgård i 1643 blev bombarderet og brændt af svenskerne under Torstenson-krigen, flyttede Ahlefeldtslægten til Grøngrøft. Efter sønnen, levemanden Carl Ahlefeldts død i 1722 blev godset erklæret konkurs og har siden haft en omtumlet historie. Under Besættelsen var gården i tysk eje.
- (1535-1559) Frantz Ahlefeldt
- (1535-1559) Gregers Ahlefeldt
- (1559- ) Anna Ahlefeldt, gift Ahlefeldt
- (1559- ) Cathrine, gift Ahlefeldt
- (1559- ) Mette Ahlefeldt
- (1559- ) Dorothea Ahlefeldt, gift 1) Ahlefeldt, 2) Rantzau
- ( -1589) Daniel Rantzau
- ( -1580) Hans Ahlefeldt
- (1580-1593) Margarethe Rantzau, gift Ahlefeldt
- (1593-1616) Gregers Ahlefeldt
- (1616-1663) Hans Ahlefeldt
- (1619-1657) Frederik Ahlefeldt
- (1657-1686) Frederik Ahlefeldt
- (1686-1708) Frederik Ahlefeldt
- (1708-1722) Carl Ahlefeldt
- (1722-1725) Boet efter Carl Ahlefeldt
- (1725- ) Asmus Paulsen
- ( - ) Enke efter Asmus Paulsen
- ( -1756) Seidelin
- (1756-1758) Detlef Petersen
- (1758-1759) Hans Petersen
- (1759-1777) Asmus Boysen
- ( - ) Peter Boysen
- ( -1815) Thomas Boysen
- (1815-1850) Asmus Boysen Bachmann
- (1850-1884) Karl Bachmann
- (1884-1889) Georg Degetau
- (1889-1915) Victor Ludwig Siemers
- (1915-1921) Peter Kruse
- (1921-1924) Hans Winther
- (1924-1927) Peter Kruse
- (1927-1935) Peter Høy
- (1927-1935) Jørgen Philipsen
- (1935-1946) Poul Rickmers
- (1946-1976) Staten
- (1976-2007) Sønderjyllands Amt
- (2007- 2017 ) Grøngrøft Slot Aps.
- (2017- ) Ulla og Ralf Villumsen

Hovedbygningen blev i 2007 overtaget fra kommunens eje af Jens Nyland, som i 2007-09 har gennemført en istandsættelse af bygningen. I 2009 satte Jens Nyland det til salg for 22,5 mio. kr. Siden 2010 har Grøngrøft været hovedsædet for det private konsortium – KMG-Kliplev Motorway Group A/S – der står bag anlæggelsen af den kommende Sønderborgmotorvej. I 2016 blev det sat til salg for 15 mio. kr.

## Grøngrøft trinbræt
Grøngrøft fik trinbræt med sidespor (tysk: Haltestelle) på Aabenraa Amts Jernbaners linje Aabenraa-Gråsten 1899-1926. Trinbrættet lå 1 km øst for gården.